# Maniacal Laughter
Maniacal Laughter is het tweede studioalbum van de Amerikaanse punkband The Bouncing Souls. Het album werd in 1995 uitgegeven door Chunksaah Records op cd en lp en door BYO Records op cassette, cd en lp. Het werd in 2013 en 2015 op lp heruitgegeven door Chunksaah Records.
Met de uitgave van Maniacal Laughter lukte het de band om als voorprogramma te mogen optreden voor Youth Brigade tijdens een nationale tournee door de Verenigde Staten, en in 1996 ook een tournee met Descendents. Dit trok de aandacht van Epitaph Records, waar het derde studioalbum in 1997 is uitgebracht.

## Nummers
1. "Lamar Vannoy" - 3:04
2. "No Rules" - 1:10
3. "The Freaks, Nerds, and Romantics" - 2:32
4. "Argyle" - 2:35
5. "All of This and Nothing" - 0:55
6. "The BMX Song" - 1:57
7. "Quick Chek Girl" - 2:52
8. "Headlights.... Ditch!" - 0:43
9. "Here We Go" - 1:58
10. "Born to Lose" (cover van Ted Daffan) - 2:07
11. "Moon Over Asbury" - 1:45
12. "The Ballad of Johnny X" - 2:06

## Muzikanten
Band
- Greg Attonito - zang
- Pete Steinkopf - gitaar
- Bryan Keinlen - basgitaar
- Shal Khichi - drums

Aanvullende muzikanten
- Pete "Johnny X" Gofton - zang, gitaar (track 12)